# 早瀬駅
早瀬駅（はやせえき）は、静岡県浜松市天竜区佐久間町浦川にある、東海旅客鉄道（JR東海）飯田線の駅である。

## 歴史
- 1935年（昭和10年）5月10日：三信鉄道浦川 - 下川合間に早瀬停留場として開設[1]。
- 1943年（昭和18年）8月1日：三信鉄道が飯田線の一部として国有化された際に一旦廃止[1]。
- 1946年（昭和21年）12月1日：運輸省（後の日本国有鉄道）飯田線の早瀬駅として再開設[1][2]。
  - 当時は、東海道本線浜松 - 名古屋間の各駅、飯田線の各駅、中央本線上諏訪 - 塩尻間の各駅、松本駅を発着する旅客のみ利用できた[1]。
- 1952年（昭和27年）12月2日：旅客取扱制限撤廃[1]。
- 1987年（昭和62年）4月1日：国鉄分割民営化により、東海旅客鉄道の駅となる[1][3]。

## 駅構造
単式ホーム1面1線を有する地上駅。中部天竜駅管理の無人駅である。

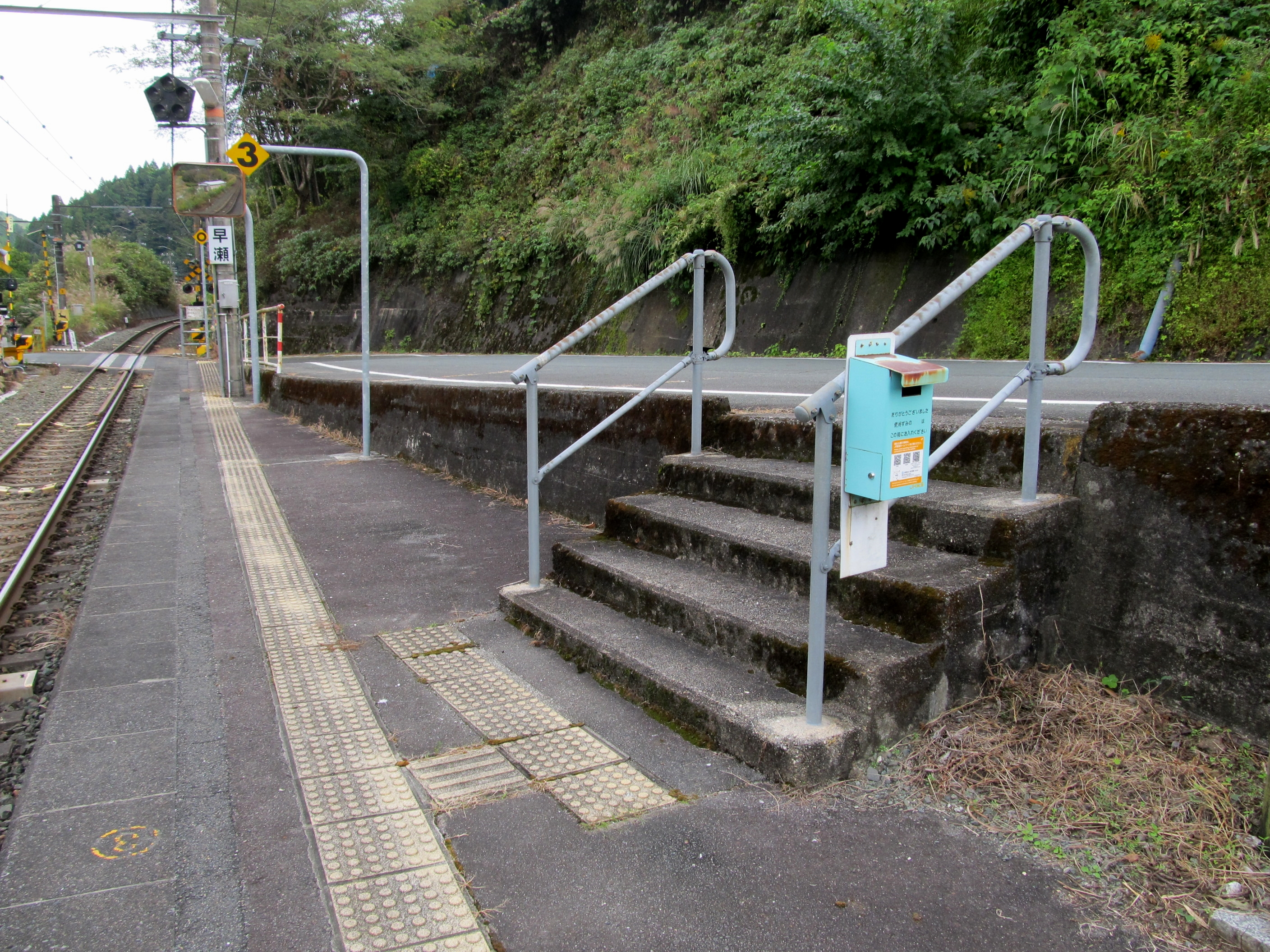
駅出入口（2022年10月）

## 利用状況
2021年度（令和3年度）の1日平均乗車人員は2人である。
「静岡県統計年鑑」・「浜松市統計書」によると、1993年度（平成5年度）以降の推移は以下の通り。なお、2001年度（平成13年度）- 2006年度（平成18年度）の統計は非公表である。
| 乗車人員推移       | 乗車人員推移     | 乗車人員推移 |
| 年度               | 1日平均 乗車人員 | 出典         |
| ------------------ | ---------------- | ------------ |
| 1993年（平成05年） | 26               | [ 4 ]        |
| 1994年（平成06年） | 26               | [ 4 ]        |
| 1995年（平成07年） | 29               | [ 4 ]        |
| 1996年（平成08年） | 29               | [ 4 ]        |
| 1997年（平成09年） | 27               | [ 4 ]        |
| 1998年（平成10年） | 27               | [ 4 ]        |
| 1999年（平成11年） | 27               | [ 4 ]        |
| 2000年（平成12年） | 26               | [ 4 ]        |
| 2001年（平成13年） | 非公表           | [ 4 ]        |
| 2002年（平成14年） | 非公表           | [ 4 ]        |
| 2003年（平成15年） | 非公表           | [ 4 ]        |
| 2004年（平成16年） | 非公表           | [ 4 ]        |
| 2005年（平成17年） | 非公表           | [ 4 ]        |
| 2006年（平成18年） | 非公表           | [ 4 ]        |
| 2007年（平成19年） | 17               | [ 5 ]        |
| 2008年（平成20年） | 14               | [ 6 ]        |
| 2009年（平成21年） | 13               | [ 7 ]        |
| 2010年（平成22年） | 12               | [ 4 ]        |
| 2011年（平成23年） | 12               | [ 4 ]        |
| 2012年（平成24年） | 11               | [ 4 ]        |
| 2013年（平成25年） | 11               | [ 4 ]        |
| 2014年（平成26年） | 12               | [ 4 ]        |
| 2015年（平成27年） | 11               | [ 4 ]        |
| 2016年（平成28年） | 10               | [ 4 ]        |
| 2017年（平成29年） | 9                | [ 4 ]        |
| 2018年（平成30年） | 10               | [ 4 ]        |
| 2019年（令和元年） | 9                | [ 4 ]        |
| 2020年（令和02年） | 4                | [ 4 ]        |
| 2021年（令和03年） | 2                | [ 4 ]        |

## 駅周辺
- 大千瀬川
- 国道473号

## 隣の駅
東海旅客鉄道（JR東海）
CD 飯田線
■快速
通過
■普通
浦川駅 - 早瀬駅 - 下川合駅